# Carla Melo
Carla Melo es una deportista brasileña que compitió en judo. Ganó una medalla de bronce en el Campeonato Panamericano de Judo de 1988, en la categoría de –52 kg.

## Palmarés internacional
| Campeonato Panamericano | Campeonato Panamericano  | Campeonato Panamericano | Campeonato Panamericano |
| Año                     | Lugar                    | Medalla                 | Categoría               |
| ----------------------- | ------------------------ | ----------------------- | ----------------------- |
| 1988                    | Buenos Aires (Argentina) | Medalla de bronce       | –52 kg                  |